# Euxoa rustica
Euxoa rustica är en fjärilsart som beskrevs av Herrich-Schäffer. Euxoa rustica ingår i släktet Euxoa och familjen nattflyn. Inga underarter finns listade i Catalogue of Life.